# Le Milieu
Il Milieu, detto anche mitan in occitano, è il nome attribuito ad alcune bande criminali francesi: il Milieu di Nizza in particolare è stato specializzato nel controllo dei casinò della Costa Azzurra, il Milieu di Grenoble è noto soprattutto per la sua specializzazione nelle rapine mentre quello corso e marsigliese sono stati i più conosciuti e forti.

## Il Milieu di Marsiglia
I capi e gregari del milieu marsigliese furono per lo più legati al milieu corso, Paul Carbone e François Spirito, Paul Mondoloni (ucciso nel 1985), Barthélémy e Antoine Guérini, Joseph Cesari (il "chimico" per la preparazione dell'eroina), Gaetano "Tany" Zampa (1933-1984, suicida in carcere) o ancora Francis Vanverberghe detto "Francis le Belge" (1946-2000, ucciso a Parigi).

### Le origini
Negli anni immediatamente precedenti alla prima guerra mondiale, le bande criminali di Marsiglia avrebbero fatto il grande salto di qualità: si scatenò, infatti, una vera e propria faida, che vide contrapposte le bande dell'arrondissement di Saint Jean e quelle di Saint Mauront nella protezione delle "filles de joie". Di conseguenza, molti boss marsigliesi vennero destinati al confino nell'allora quartiere malfamato di Montmartre nell'immediato dopoguerra: tutti questi eventi favorirono l'ascesa di Paul Carbone e François Spirito, che basarono il loro impero criminale sullo sfruttamento della prostituzione, il contrabbando di generi alimentari e stupefacenti.
Però il potere dei due boss decadde alla fine della seconda guerra mondiale: Carbone rimase coinvolto in un attentato alle truppe tedesche in cui restò ucciso mentre Spirito, rimasto solo alla morte dell'amico, si diede alla latitanza in Spagna poco dopo lo sbarco in Normandia e da lì raggiunse gli Stati Uniti, dove visse sotto il falso nome di Charles Faccia ed, insieme ad un altro gangster còrso, Joseph Orsini (pure lui latitante negli States per aver collaborato con le truppe naziste a Marsiglia), strinse importanti accordi con la famiglia Lucchese per il traffico di eroina; infine, fu arrestato nel 1951 dagli agenti del Federal Bureau of Narcotics ed estradato nuovamente in Francia.

### I fratelli Guérini
Originari di Calenzana, i fratelli Guérini raggiunsero la Francia continentale in fuga dalla miseria della Corsica e si riuniranno tutti assieme agli inizi degli anni trenta a Marsiglia. Privi di qualsiasi mezzo e analfabeti, i Guérini formarono un piccolo impero criminale fatto di dieci bordelli e due bar.
Carbone e Spirito evitarono lo scontro diretto con loro e, dopo un attentato dimostrativo verso Antoine Guérini, s'arrivò ad un accordo in cui la totalità delle case di tolleranza di Marsiglia passavano sotto il controllo dei fratelli còrsi.
Gli anni del secondo dopoguerra videro così l'inizio dell'egemonia dei fratelli Guérini nel milieu di Marsiglia e nella cosiddetta "French Connection", il grosso traffico di eroina con le Famiglie di Cosa Nostra americana.

### Gaetano Zampa
Gaetano Zampa, di origini napoletane, nel 1966 venne arrestato per porto d'armi abusivo ed incarcerato fino al 1970, continuando a gestire dalla sua cella il suo giro di traffico di droga e prostituzione, oltre che ordinare l'omicidio di Albert Guérini per vendicare la morte dell'amico Blémant. La gendarmeria francese salvò i superstiti dei fratelli Guérini dalla vendetta di Zampa arrestandoli.
Oltre ai traffici della French Connection, Gaetano "Tany" Zampa entrò nel mondo del traffico di armi: la sua famiglia rifornì gli arsenali dell'IRA e dell'ETA, anche se proprio i suoi uomini furono sospettati dell'assassinio di Pierre Goldman, bandito e terrorista fiancheggiatore dell'ETA.
Dopo un breve periodo di latitanza in Italia, Zampa tornò a Marsiglia nel 1975 ed approntò l'espansione degli affari illeciti della sua banda sulla Costa Azzurra, autorizzando i grandi colpi di Albert Spaggiari a Nizza e mettendo suoi uomini alla testa dei casinò della città. Tuttavia uno dei suoi uomini, Jacky "Le Mat" Imbert, s'era nel frattempo messo in proprio, taglieggiando oltretutto anche i suoi protetti, e per questo gli venne teso un agguato. Ma Imbert riuscì a sopravvivere alle gravissime ferite, pur rimanendo mutilato della mano destra, scatenando in risposta una breve faida tra il 1977 e il 1978, in cui riuscì ad uccidere quindici uomini di Zampa.
Questa breve guerra non scalfì il potere di Tany Zampa e dei suoi uomini, che incominciarono a fare i primi errori: nel 1981 l'agguato mortale al giudice Pierre Michel, fatto che strinse ancor di più la morsa intorno alla banda, e l'omicidio di Gilbert "Il Libanese" Hoaereau, prestanome della banda sospettato di volersi ritagliare troppo spazio. La gendarmeria francese trovò documenti scottanti fra le carte della vittima che riconducevano direttamente a Tany Zampa ed al suo entourage: il 29 novembre 1983 Zampa e i suoi uomini furono arrestati. Consapevole d'aver perso ogni ascendente sulla scena criminale di Marsiglia, Tany Zampa s'impiccò in cella e morì il 15 agosto 1984 dopo una breve agonia.

### Francis Vanverberghe
Nonostante il suo nomignolo, assolutamente nulla legava Francis Vanverberghe al Belgio: suo padre era un carpentiere, originario del paese fiammingo (ma situato in Francia) di Croix, mentre sua madre era una pied-noir originaria della Spagna. Calciatore promettente, già promessa dell'Olympique Marsiglia, si ferì a 16 anni e dovette abbandonare i suoi sogni di gloria calcistica. Di lì in poi iniziò la sua carriera criminale; dallo sfruttamento della prostituzione alle rapine, fino al ferimento di diversi agenti di polizia venuti ad arrestare il suo compare Antoine "Tony l'Anguilla" Cossu. Sarebbe stato quest'ultimo fatto a segnalarlo agli occhi dei Guérini. L'omicidio di Albert Guérini e la conseguente assunzione del potere da parte di Tany Zampa lo avrebbero proiettato ad una posizione di prima fila nella criminalità marsigliese, anche se la sua indipendenza, specie nel delicato traffico di eroina, lo avrebbero messo in breve contro il capo dei capi di Marsiglia.
Dopo l'arresto il Belga assistette dalla galera all'ascesa del Zampa, ma anche alla sua caduta: il caso volle che fosse scarcerato per buona condotta poco dopo il suicidio di Zampa. Nel nuovo passaggio di consegne, Francis privilegiò il rapporto col mondo dell'alta moda e soprattutto del calcio, sua antica passione. Il soggiorno e la residenza nell'Île-de-France, nella Provenza e nel Delfinato gli erano stati interdetti: ciò nonostante, non trovò difficoltà di sorta a dirigere gli affari illeciti dalla sua magione di Vitrolles con l'aiuto del fido Tony l'Anguilla e soprattutto di Jacky "Le Mat". La banda di Zampa, comunque, non si era arresa dopo il suicidio del loro capo: sarebbe stata necessaria una nuova faida, con 10 ex-uomini di Zampa rimasti uccisi tra il 1985 ed il 1987, perché i nuovi equilibri fossero universalmente accettati. Nel 1988 sarebbe stato arrestato ed avrebbe trascorso quattro anni in galera sotto custodia cautelare, accusato non degli omicidi, ma di traffico d'eroina. Due nuove minacce sarebbero allora spuntate all'orizzonte per il dominio del Belga: Raymond "Il Cinese" Mihière e Souhel "Joel il Libanese" Hanna-Elias. Il 1º settembre 1989 il fratello di Francis, José, sarebbe caduto sotto il piombo d'un ambizioso tirapiedi, certo Bernard Bousquel. Non avrebbe raccolto il frutto della sua azione: sarebbe sparito definitivamente dalla circolazione neppure dieci giorni dopo, mentre altri venti malavitosi sarebbero stati crivellati dalle paranze del Belga.

## Nei media
- L'ambiente del milieu marsigliese è al centro della trama del romanzo Duri a Marsiglia (1974) di Giancarlo Fusco.
- Il film di Richard Berry del 2010 L'immortale, è ispirato a fatti realmente accaduti all'interno del milieu marsigliese.